# パガニーニの主題による変奏曲 (ブラームス)
《パガニーニの主題による変奏曲》（パガニーニのしゅだいによるへんそうきょく）作品35は、ヨハネス・ブラームスのピアノ曲。1862年から1863年にかけて作曲され、1865年11月に作曲者自身によりチューリヒにおいて初演された。
パガニーニの有名な《カプリッチョ第24番 イ短調》を主題にした変奏曲で、親交を結んだフランツ・リスト門下のカール・タウジヒの提案で作曲された上に、もともと芸術的練習曲として構想されたこともあり、情緒の深みと至難な超絶技巧の要求で名高い。なお、初版の表紙には「変奏曲」の横に小さく「練習曲」と書かれていた。
弟子のピアニスト、エリーザベト・フォン・シュトックハウゼン（ハインリヒ・フォン・ヘルツォーゲンベルクの妻）に献呈された。

## 楽曲構成
次のように2巻に分けられており、それぞれパガニーニの主題の後に、12の変奏が続いている。特記しているもの以外は、すべて調性は原調（イ短調）と主題の拍子が保たれている。第1部・第2部のいずれとも、超絶技巧を要する華麗で長めの終曲が置かれている。
第1部（作品35-1）
- 主題 2/4拍子、ノン・トロッポ・プレスト Non troppo presto
  - 第1変奏 右手は平行6度、左手は平行3度の練習曲
  - 第2変奏 右手はオクターヴ、左手は平行6度の練習曲
  - 第3変奏 6/8拍子
  - 第4変奏 12/16拍子。アルペッジョとトリルの練習曲
  - 第5変奏 右手が2/4拍子、左手が3/4拍子。クロスリズムとクロスフレーズの練習曲で、楽譜どおりに弾くのは困難。
  - 第6変奏 オクターヴの練習曲
  - 第7変奏 6/8拍子。オクターヴ連打と跳躍の練習曲
  - 第8変奏 6/8拍子。オクターヴと平行3度の練習曲
  - 第9変奏 トレモロと、オクターヴによる半音階進行の練習曲
  - 第10変奏 シンコペーションと両手交叉の練習曲。右手は平行3度、左手はアルペッジョ。後半でカノン的に処理される。
  - 第11変奏 Andante （イ長調） ユニゾンの練習曲と4声を処理する練習曲。
  - 第12変奏 (イ長調）右手が6/8拍子、左手が2/4拍子。クロスリズムとクロスフレーズの練習曲。
  - 第13変奏 オクターヴによる線的進行とグリッサンドおよび分散和音の練習曲
  - 第14変奏 Allegro - Con fuoco - Presto ma non troppo これまでに使われた演奏技巧の回想ならびに総括。

第2部（作品35-2）
- 主題
  - 第1変奏 左手の平行3度、右手のオクターヴによる跳躍。
  - 第2変奏 Poco animato オクターヴによるアルペッジョとクロスリズムの練習曲。
  - 第3変奏 平行3度とオクターヴの交替。
  - 第4変奏 Poco allegretto （イ長調）3/8拍子。
  - 第5変奏  3/8拍子。
  - 第6変奏 Poco più vivace 3/8拍子。
  - 第7変奏
  - 第8変奏 Allegro 6/8拍子。
  - 第9変奏
  - 第10変奏 Feroce, energico 6/8拍子。
  - 第11変奏 Vivace
  - 第12変奏 Poco andante （ヘ長調）6/8拍子。
  - 第13変奏 Un poco più andante
  - 第14変奏 2/8拍子～6/8拍子～2/4拍子。

## 録音
有名なものとしてアルトゥーロ・ベネデッティ・ミケランジェリ、スヴャトスラフ・リヒテル、ヴィルヘルム・バックハウス、エフゲニー・キーシン、ジュリアス・カッチェン、ペーター・レーゼルの演奏がある。若手ピアニストが国際コンクールの最終予選でよく弾く。録音点数はそのため、増加中である。